# عزيز أباد (كرند)
عزیز أباد (بالفارسية: عزیزآباد) هي قرية تقع في إيران في Korond Rural District. يقدر عدد سكانها بـ 60 نسمة بحسب إحصاء 2016.